# New York (czasopismo)
New York – amerykański dwutygodnik poświęcony tematyce kulturalnej, polityce i stylowi życia, z naciskiem na miasto Nowy Jork. Czasopismo założone zostało w 1968 roku przez Miltona Glasera i Claya Felkera. Od pierwszych lat styl pisma nawiązywał do Nowego Dziennikarstwa. Wśród autorów, którzy na łamach pisma publikowali artykuły byli m.in.: Tom Wolfe, Nora Ephron i John Heilemann.
W latach 2004–2019, pod kierownictwem Adama Mossa, profil magazynu stał się bardziej ogólnokrajowy, zachowując jednak nowojorski punkt widzenia. W 2013 roku czasopismo uhonorowano National Magazine Award, które za reportaże publikowane drukiem i w internecie uznane zostało za magazyn roku (magazine of the year).
W kwietniu 2013 roku siostrzane strony internetowe nymag.com, Vulture, the Cut i Grub Street, odwiedziło blisko 15 milionów unikalnych użytkowników (46% wzrost rok do roku), a we wrześniu 2018 roku było ich 29 milionów (45% wzrost r/r).
W 2018 roku New York Media, spółka dominująca pisma „New York”, wprowadziła paywall dla wszystkich swoich witryn internetowych, a na początku 2019 roku dyrektorka wykonawcza, Pam Wasserstein, poinformowała, że w ramach restrukturyzacji zwolniono 32 pracowników redakcji (16 pełnoetatowych i 16 nieetatowych lub zatrudnionych w niepełnym wymiarze godzin). We wrześniu 2019 roku przedstawiciele amerykańskiego przedsiębiorstwa Vox Media ogłosili, że zakupili New York Media wraz z tytułem „New York”.

## Książki
Publikacje książkowe wydane przez „New York”:
- 2007: New York Look Book: A Gallery of Street Fashion (Melcher Media)[12]
- 2008: New York Stories: Landmark Writing from Four Decades of New York Magazine (Random House)[13]
- 2010: My First New York: Early Adventures in the Big City (As Remembered by Actors, Artists, Athletes, Chefs, Comedians, Filmmakers, Mayors, Models, Moguls, Porn Stars, Rockers, Writers, and Others) (Ecco / HarperCollins)[14]
- 2012: In Season: More Than 150 Fresh and Simple Recipes from New York Magazine Inspired by Farmers’ Market Ingredients (Blue Rider Press)[15]
- 2017: Highbrow, Lowbrow, Brilliant, Despicable: 50 Years of New York (Simon & Schuster)[16]